# Ка Ерера (Венеција)
Ка Ерера (итал. Ca' Errera) је насеље у Италији у округу Венеција, региону Венето.
Према процени из 2011. у насељу је живело 34 становника. Насеље се налази на надморској висини од 7 м.